# Judith Barsi
Judith Eva Barsi (San Fernando Valley, 6 juni 1978 – Los Angeles, 25 juli 1988) was een Amerikaans kindsterretje dat eind jaren 80 bekend werd in Hollywood.

## Biografie
Judith werd geboren in San Fernando Valley (Los Angeles). Haar ouders, József Barsi en Maria Benkő, kwamen uit Hongarije. Ze werd ontdekt toen ze vijf jaar oud was en was erg geliefd bij de crew, aangezien ze drie jaar oud leek, maar al wel goed kon meewerken. Voordat ze in de filmindustrie belandde, speelde ze in meer dan zeventig reclames. Haar vader werd vanwege alcoholproblemen meerdere keren veroordeeld. In 1988 vermoordde hij zijn vrouw en kind en pleegde zelfmoord.

## Filmografie

### Films
- Fatal Vision (1984, televisie)
- There Were Times, Dear (1985, televisie)
- Do You Remember Love (1985, televisie)
- Kids Don't Tell (1985, televisie)
- Eye of the Tiger (1986)
- Slamdance (1987)
- Jaws: The Revenge (1987)
- A Family Again (1988, televisie)
- The Land Before Time (1988) (stemrol)
- All Dogs Go to Heaven (1989) (stemrol)

### Gastrollen
- The New Twilight Zone (1985)
- The Fall Guy (1985)
- Remington Steele (1986)
- Punky Brewster (1986)
- Cheers (1986)
- Cagney and Lacey (1986)
- The New Gidget (1986)
- Growing Pains (1988)
- St. Elsewhere (1988)

- Biblioteca Nacional de España: XX4850361
- International Standard Name Identifier: 0000 0001 1840 6824
- Library of Congress Control Number: no2017144689
- Virtual International Authority File: 169498827
- WorldCat: E39PBJc84G8htFG7Hx7YYm6qcP